# 磁帶錄音機

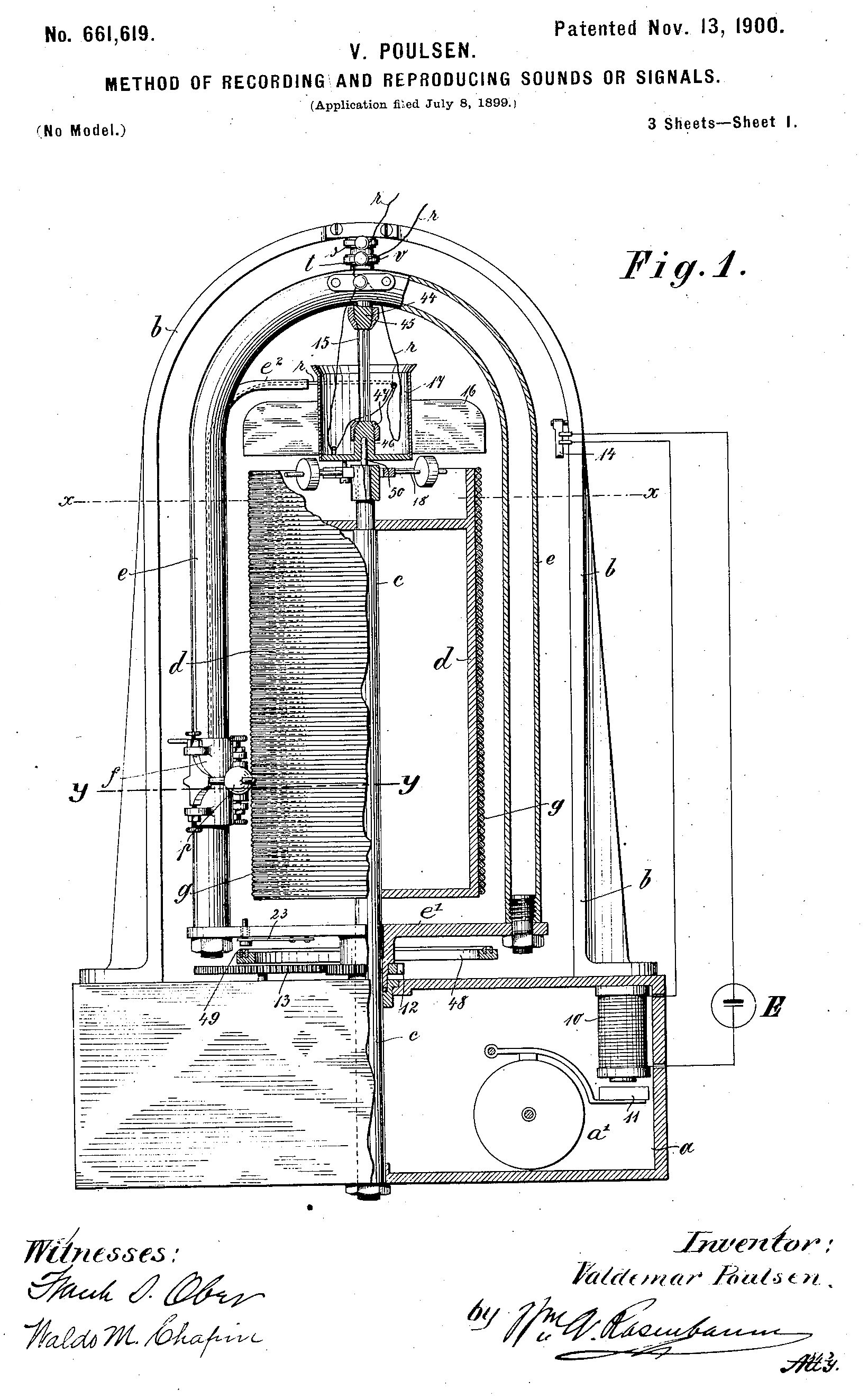
Poulsen's US patent for a magnetic wire recorder.

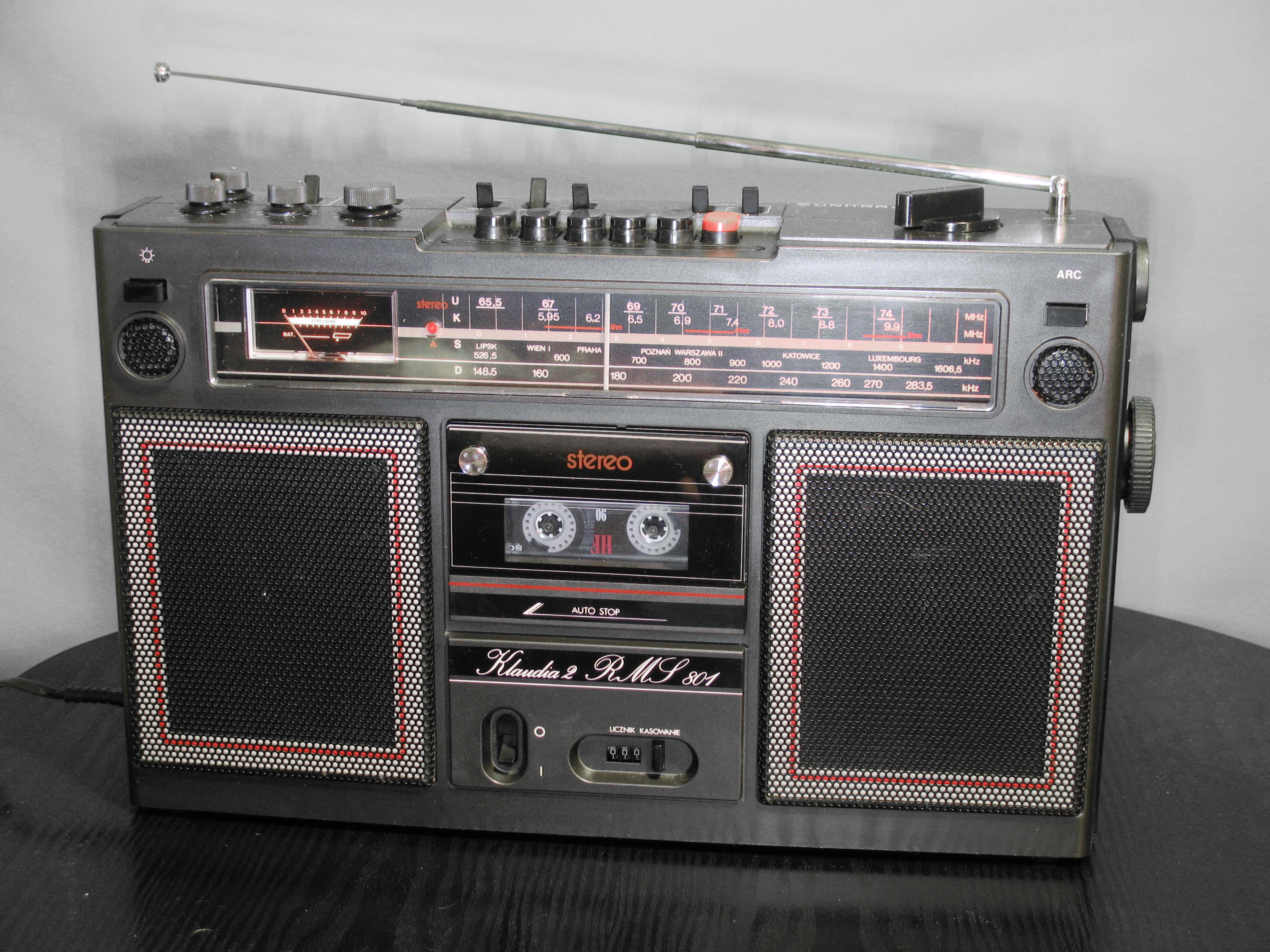
現代錄音機

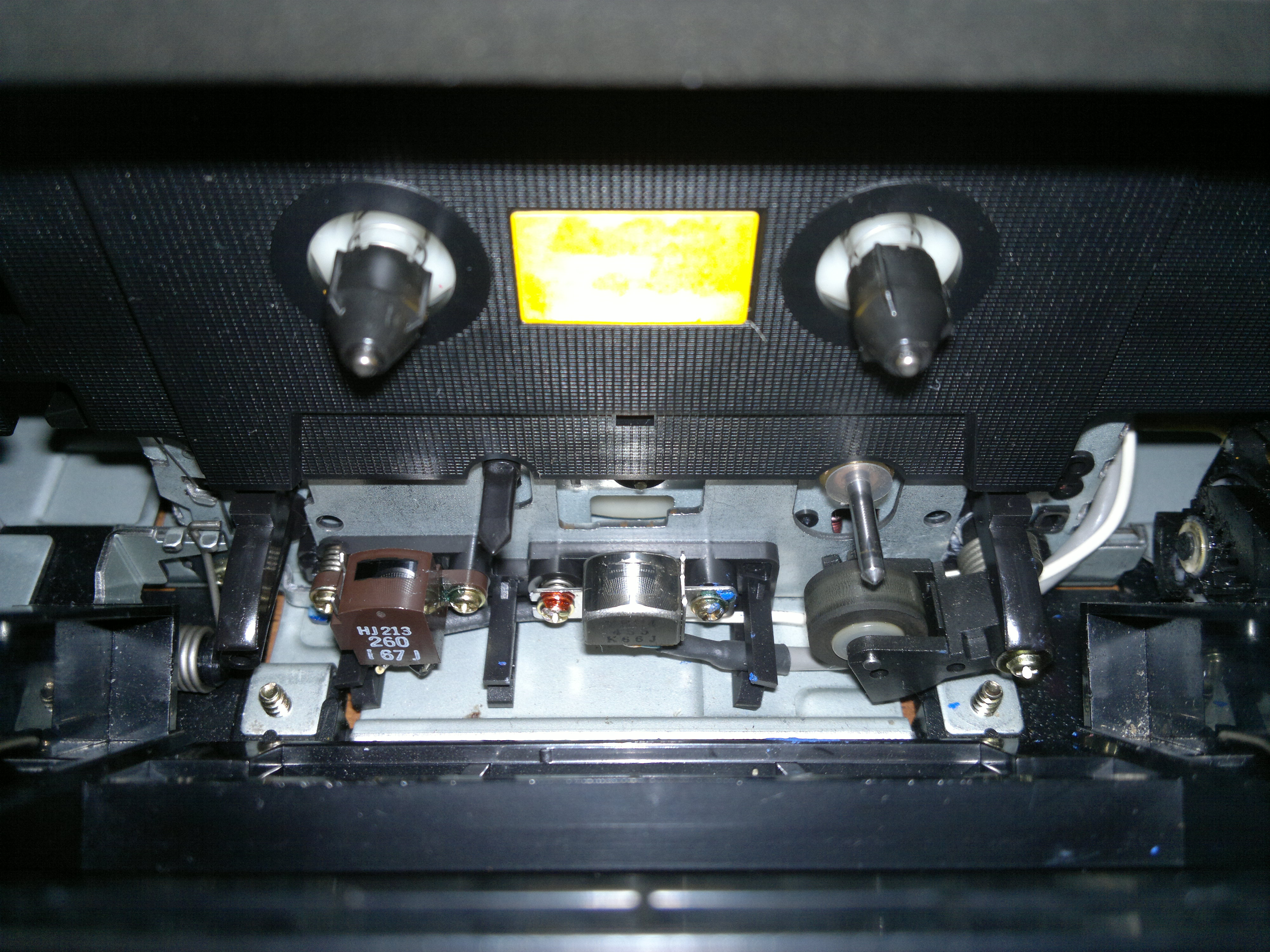
磁帶錄音機的磁頭，左邊為消音磁頭，中間的為放音及錄音磁頭，右邊為壓帶輪。

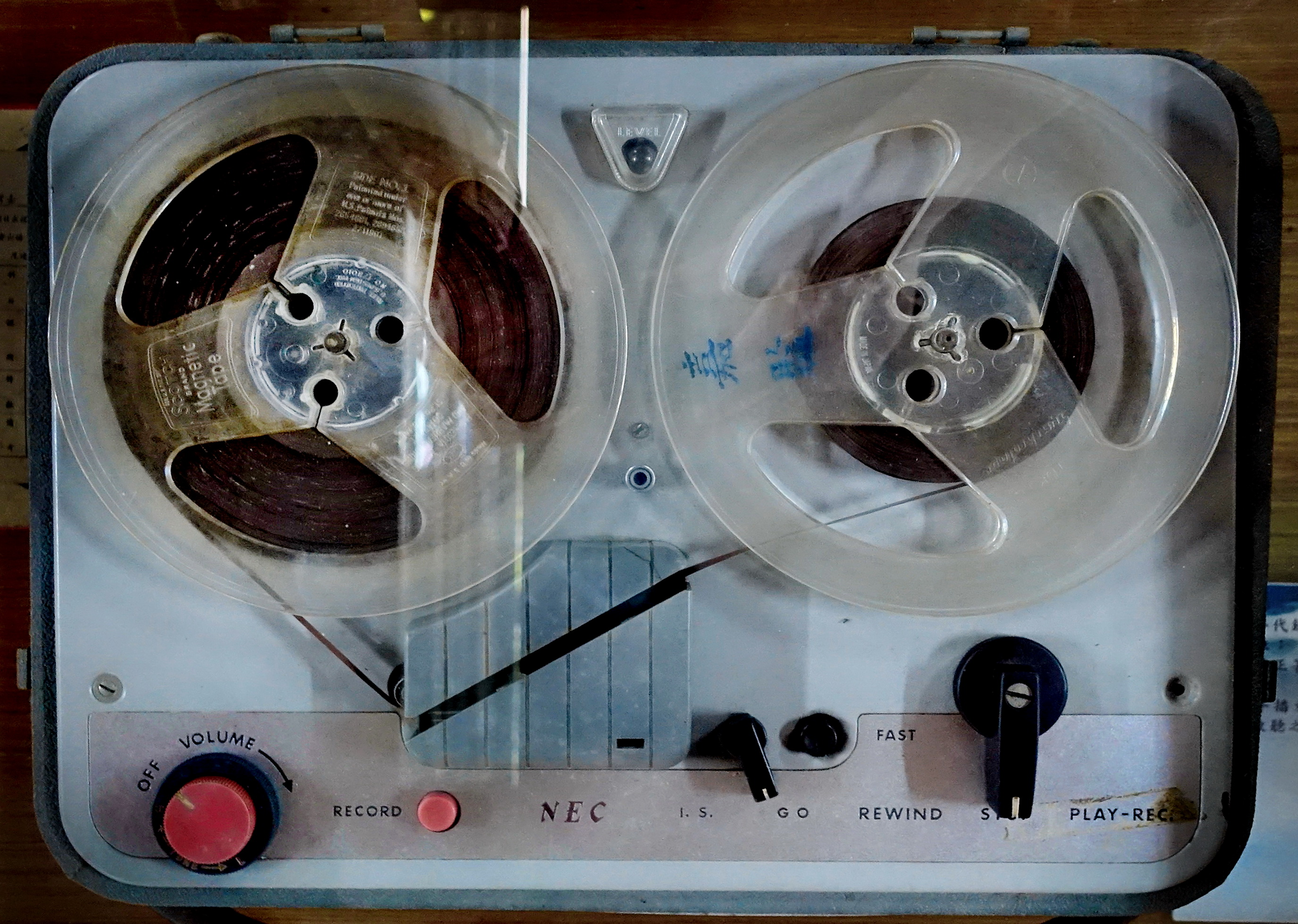
NEC盤式磁帶錄音機

錄音機是一種錄音設備。錄音機的出現，最早可追溯至1877年美國發明大王愛迪生發明留聲機。爱迪生將聲波變換成金屬針的震動，並刻錄於錫箔上，利用錫箔與金屬針实现了录音。1896年時丹麥的年輕電機工程師波爾森（Valdemar Poulsen）將音波轉為電流，再轉換為磁力，並把磁力保存在鋼琴線上，實現了磁氣錄音，並於1898年獲得專利。但是錄音機的真正流行還是在发明磁带以后。
1935年德国科学家福勞耶瑪發明了磁带，在醋酸鹽帶基塗上氧化鐵，正式替代了鋼絲。1962年荷蘭飛利浦公司發明盒式磁帶錄音機。